# Bousillage

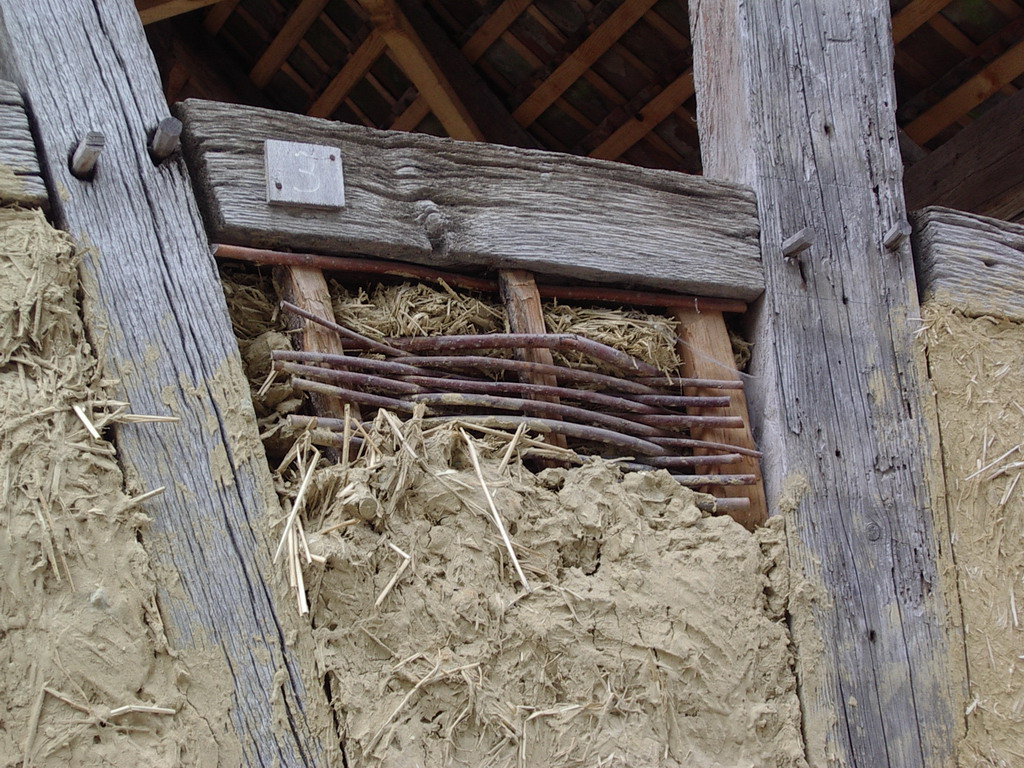
Bousillage de torchis entre deux poteaux.

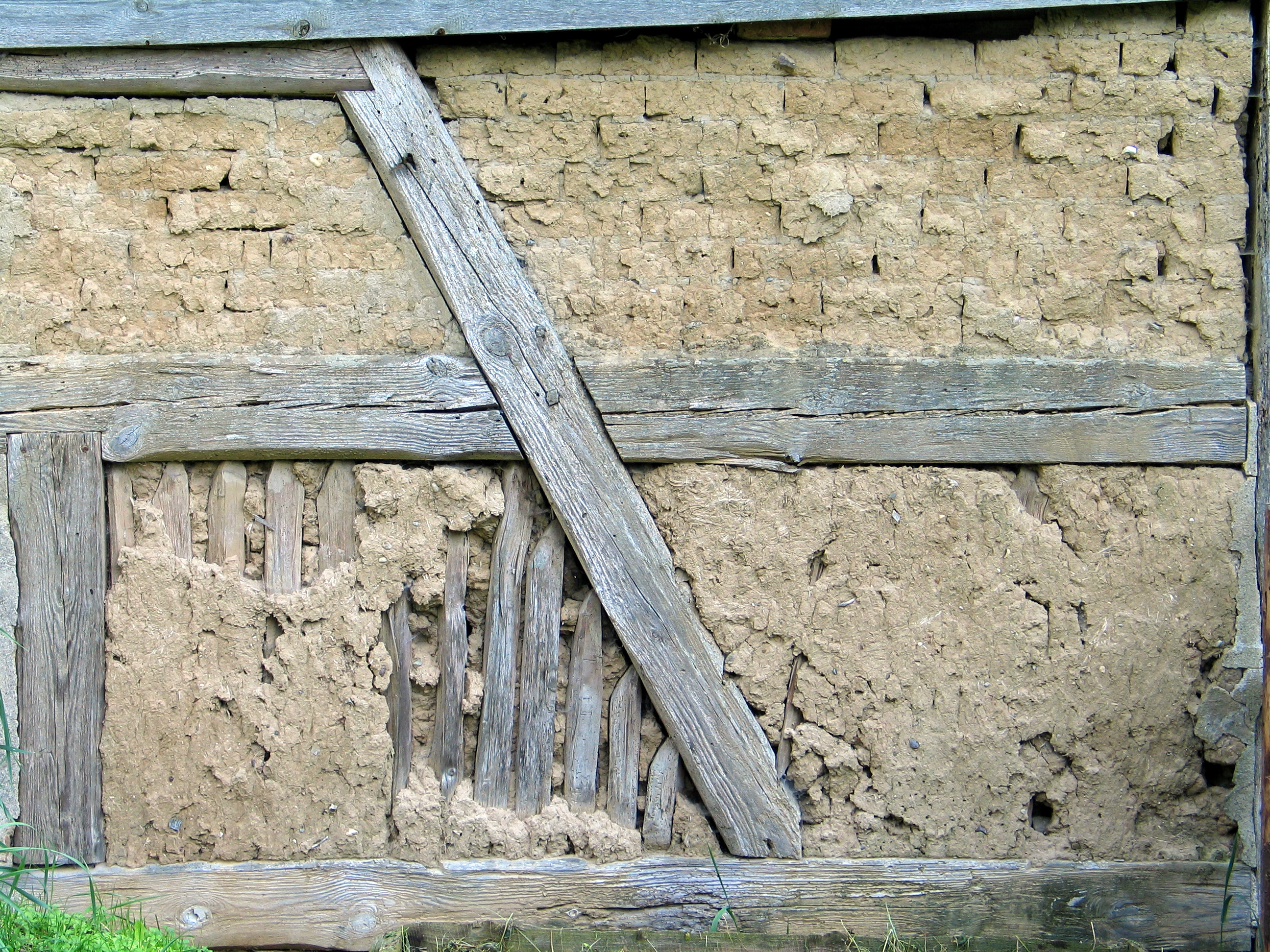
Bousillage d'argile entre colombages.

Le bousillage est un terme technique utilisé en construction pour désigner une opération de maçonnerie à l'époque de la Nouvelle-France (Canada et Acadie) et en Louisiane française. Le bousillage consiste à préparer un mortier le plus souvent un torchis fait d'un mélange de chaume de mousse espagnole et de terre détrempée dont on se sert pour construire surtout des murs de clôture, des chaumières et des granges.

## Bousillage des fondations
Le procédé du bousillage consiste à combler les fondations d'une bâtisse au niveau de sa structure de base faîte avec une sole ou un radier de bois ou de brique s'opposant à l'enfoncement du bâtiment dans le sol manquant de fermeté. Cette base est ensuite hourdie de boue (mélange d'eau et de particules sédimentaires fines de limons et d'argiles), de mousse espagnole qui pousse en Louisiane et le long du fleuve Mississippi et de paille séchées. Cette technique est utilisée pour le remplissage des poteaux sur sole.

## Bousillage des murs
Le remplissage (hourdage) des maisons à colombages louisianaises est généralement fait de torchis (argile, paille, sable, chaux et mousse espagnole), matière isolante et imperméable. Le bousillage s'effectue entre les poteaux en bois longs ou en bois courts selon les matériaux utilisés. Cette technique est utilisée pour le remplissage des poteaux en terre. Le bousillage peut également recouvrir le pierrotage des murs. Il vient alors recouvrir les pierres ou les briques enchâssées entre les colombages, cette méthode porte le nom de colombage pierroté.

## Bousillage du verre
Le bousillage du verre correspond aux réalisations des ouvriers souffleurs de verre, dans l'industrie, faites sur leurs temps libres, pour leurs convenances personnelles, ou dans un but purement artistique.